# كلورو خماسي فلورو الإيثان
كلورو خماسي فلورو إيثان هو أحد مركبات الكربون الكلورية الفلورية التي كانت تستخدم كمادة مثلّجة.
وقد تم حظر إنتاجها وإستهلاكها منذ يوم 1 يناير 1996 م بموجب اتفاقية مونتريال وذلك بسبب قدرتها المستنفذة لطبقة الأوزون .

## اقرأ أيضاً
- ثماني فلورو حلقي البوتان
- 2،1-ثنائي كلورو رباعي فلورو الإيثان
- 1-كلورو-1،1-ثنائي فلورو الإيثان